# Polyommatus auratus
Polyommatus auratus är en fjärilsart som beskrevs av John Henry Leech 1887. Polyommatus auratus ingår i släktet Polyommatus och familjen juvelvingar. Inga underarter finns listade i Catalogue of Life.